# Mikhaïl Mikhaïlovitch Speranski
Le comte Mikhaïl Mikhaïlovitch Speranski (en russe : Михаил Михайлович Сперанский), né le 1er janvier 1772 à Tcherkoutino (ru) petit village de la région de Vladimir, et décédé le 11 février 1839 à Saint-Pétersbourg, est un homme d'État russe.
Juriste et homme politique russe, il servit Alexandre Ier et Nicolas Ier ; franc-maçon, il fut surnommé le Père du libéralisme russe. Il fut l'ami d'Alexandre Radichtchev (1749-1802).

## Biographie
Né Mikhaïl Mikhaïlovitch Trétiakoff, fils d'un pauvre prêtre de village, il fit ses études au Séminaire de Vladimir (c'est là qu'il adopte comme patronyme Spéransky, tiré du latin sperans. Selon la légende familiale, ce serait son parent, Mathieu Bogoslovsky, qui dirigeait le séminaire, qui lui proposa ce nom) puis fut choisi pour enseigner les mathématiques et la physique dans le Grand séminaire de Saint-Pétersbourg. Ses brillantes qualités intellectuelles attirèrent l'attention du gouvernement, il devint le secrétaire du prince Kourakine. Rapidement, il devint l'homme le plus compétent parmi les fonctionnaires impériaux.

### Carrière politique
L'un des moments les plus importants de sa carrière politique fut le jour où Alexandre Ier le prit à ses côtés afin de prendre part au congrès d'Erfurt (27 septembre au 14 octobre 1808). Le tsar chargea Speranski de s'entretenir avec Napoléon Ier. À l'initiative d'Alexandre Ier, Speranski eut de longs entretiens avec le tsar concernant le projet de réforme de la Russie. La même année  le souverain le nomma adjoint du ministre de la Justice.

### Réformes
Le projet de réforme mis en place par Speranski se base sur la création de différentes doumas : l'assemblée cantonale (volost) qui élisent une douma de district, lesquelles élisent une douma de gouvernement, lesquelles élisent la Douma d'Empire. Après sa médiation entre le pouvoir autocrate et la Douma, il fut nommé au Conseil d'État.
Ce projet de réforme élaboré en 1809 fut presque totalement abandonné, seul le Conseil d'État vit le jour en janvier 1810, mais néanmoins Speranski domina l'histoire constitutionnelle de la Russie impériale des XIXe et XXe siècles. En 1810, le tsar le nomma secrétaire d'État. En 1905, sera créée la Douma de l'Empire, qui porte un nom suggéré par Speranski.
Mikhaïl Mikhaïlovitch Speranski proposa l'institution d'une autonomie locale pour les districts et les régions (le zemstvo, créé en 1864). Ses travaux portèrent également leurs fruits dans la constitution qu'accorda le tsar à la Finlande et à la Pologne.
De 1809 à 1812, Speranski devint un homme très puissant à la Cour : il remplaça les anciens favoris, les membres du comité officieux auprès d'Alexandre Ier, et l'empereur lui accorda sa pleine confiance, et il devint ainsi pratiquement l'unique ministre de l'Empire. Chaque question qu'il posait était débattue entre l'empereur et lui. Toutefois, l'arrivée du tout-puissant ministre de la Guerre, le comte Arakcheïev, ami et confident de l'empereur, relégua Speranski au second plan des confidents d'Alexandre. Il tenta d'utiliser son influence à des fins personnelles, ce qui précipita sa chute.
En 1810 et au cours des six premiers mois de l'année 1811, Speranski conserva la faveur de l'empereur. Il fut notamment le confident d'Alexandre Ier dans la diplomatie secrète précédant l'invasion de l'empire russe par l'armée napoléonienne.
En 1809, Speranski commit une grave erreur, car, lui-même fervent franc-maçon, il conçut l'idée de réorganiser l'ordre en Russie, avec l'aide de Fessler, qu'il fit venir à Saint-Pétersbourg dans ce but. Il tenta de modifier la position du clergé de l'Église orthodoxe à l'endroit de la Maçonnerie, et, si l'empereur accepta d'abord les premières mesures prises, il restait méfiant envers les sociétés secrètes, et contraignit Speranski à abandonner son projet, projet qui n'avait fait qu'attiser l'animosité du clergé à son endroit. 
À la veille du conflit opposant Napoléon à Alexandre, l'empereur, conscient de son impopularité, commença à changer d'attitude vis-à-vis de son favori, dont la familiarité agaçait de plus en plus. En le mettant sur la touche, l'empereur put raviver le sentiment patriotique de l'aristocratie pour en obtenir le soutien contre la France révolutionnaire. Et le favori accéléra sa propre chute par ses nombreuses maladresses : les espions rapportèrent à l'empereur les critiques qu'il formulait en privé concernant les actes des ministres et de l'empereur. 
Quelques hauts personnages de l'empire russe, comme la grande-duchesse Catherine, Fessler, Nikolaï Karamzine, le comte Rostopchine et le général suédois Armfeldt ourdirent un complot afin que Speranski soit accusé de haute trahison. Si l'empereur Alexandre refusa d'écouter leurs accusations, il tint Spéranski pour responsable  de son impopularité, provoquée par les réformes honnies de l'aristocratie, et procéda finalement à son renvoi en mars 1812.
En 1816, Mikhaïl Mikhaïlovitch Speranski fut toutefois rappelé au service et nommé gouverneur général de Sibérie, où il établit un nouveau système de gouvernement. En 1821, il fut admis au Conseil de l'Empire. Nicolas Ier le mit à la tête de la deuxième section de la Chancellerie impériale. En 1826, Mikhaïl Mikhaïlovitch Speranski fut l'un des membres du Tribunal suprême chargé de juger les Décembristes. Pour ce faire, il étudia les lois remontant à l'époque médiévale, afin de répondre aux mesures d'exception exigées par l'empereur Nicolas Ier, s'évertuant à découvrir si d'autres faits similaires avaient déjà été jugés dans l'histoire russe. Ce travail déboucha sur l'étude systématique des lois existant dans l'Empire. Nicolas Ier le nomma à la tête d'un comité pour la codification du droit russe. Sous sa direction, le comité a produit une publication de la collection complète des lois de l'Empire russe, contenant 35 993 lois, regroupées en 65 volumes de près de huit cents pages chacun. Cette codification, connue sous le nom de Collection complète des lois (Polnoye Sobraniye Zakonov), fut publiée en 1830 en soixante-cinq volumes, d'environ huit cents pages chacun. Il en rédigea quelques commentaires. Elle fut proposée à Nicolas Ier qui en fit le socle du Recueil des lois de l'Empire russe (Свод зако́нов Росси́йской импе́рии : Svod Zakonov Rossiskoy Imperii). Ce code est entré en vigueur le 1er janvier 1835 et a constitué le droit applicable dans l'Empire russe jusqu'à la Révolution. 
Les idées libérales développées par Speranski ont été étudiées par Kavéline (1818-1885) et Tchitchérine (1828-1904).

### Sources
- (en) Cet article est partiellement ou en totalité issu de l’article de Wikipédia en anglais intitulé « Mikhail Speransky » (voir la liste des auteurs).
- Dictionnaire biographique russe, Tome 19, pages 193-241[9], Alexandre Polovtsoff (ru), 1909.